# Maui de Utrera
María Luisa Ramírez Arjona (Utrera, Sevilla; 27 de mayo de 1977) es una cantautora de flamenco fusión conocida artísticamente como Maui.

## Biografía
Maui nació en Utrera, cuna histórica del flamenco, en la barriada El Tinte. Su padre, Miguel Ramírez, guitarrista y compositor, y su tío, Miguel Vargas Jiménez «Bambino», el mítico cantaor flamenco, fueron sus primeras influencias musicales. Comenzó a cantar siendo muy pequeña en celebraciones familiares y, muy pronto también, en el coro de su colegio, La Sagrada Familia de Utrera. A los ocho años inició los estudios en el Conservatorio Elemental de Música de su localidad y a los trece comenzó a componer. Después del bachillerato, etapa en la que recibió influencias musicales de fuera del flamenco, se trasladó a Granada a continuar sus estudios de violonchelo en el Real Conservatorio Superior de la ciudad y a iniciar estudios universitarios en la Escuela de Magisterio en la especialidad musical.
Durante su etapa universitaria formó parte como chelista del grupo musical El Puchero del Hortelano, participando en varios discos de la formación, hasta que en 2002 creó la banda Maui y los Sirénidos, grupo con el que grabó, después de varias maquetas y cambios en la formación, los trabajos Flamenco sumergido (2005), Un ratito más (2008) y Problemología (2011). Con el primero de estos trabajos se da a conocer internacionalmente gracias al vídeo de la canción «Para no pensar», premiado en Womex 2006 por la televisión americana Link Tv. El segundo disco recibe el premio a Mejor Álbum Flamenco en los premios UFI de la música independiente 2009. En el último de estos trabajos, Problemología, la banda cuenta con las colaboraciones de Kiko Veneno, Diego Guerrero y la guitarra de Emilio Maya. También publica en 2011 un DVD, Directamente, que recoge un concierto en directo grabado en la sala Galileo Galilei de Madrid, en el que participaron como invitados Jorge Pardo y Diego Guerrero. Después de estos discos y tras doce años en Granada, Maui decidió trasladarse a Madrid e iniciar una carrera en solitario. En el barrio de Malasaña nace Viaje interior (2014), un disco que contó con las colaboraciones de artistas como Martirio, Jorge Pardo y El Kanka. En su último trabajo, Por arte de magia (2019), financiado mediante una campaña de micromecenazgo, también aparece la flauta de Jorge Pardo además de las voces de Antonio Carmona, Tomasito, y Chipi de La Canalla.

## Discografía
- 2003: Flamenco sumergido (con Los Sirénidos)
- 2008: Un ratito más (con Los Sirénidos)
- 2011: Problemología (con Los Sirénidos)
- 2014: Viaje interior
- 2019: Por arte de magia